# دوري الدرجة الأولى الأرجنتيني 1901
دوري الدرجة الأولى الأرجنتيني 1901 (بالإسبانية: Campeonato de Primera División 1901)‏ هو الموسم 10 من دوري الدرجة الأولى الأرجنتيني. أقيم خلال الفترة 19 مايو 1901 وحتى 30 أغسطس 1901، وأشرف على تنظيمه اتحاد الأرجنتين لكرة القدم، وكان عدد الأندية المشاركة فيه 4، وفاز فيه Alumni Athletic Club ‏.